# Cremna thasus
Cremna thasus är en fjärilsart som beskrevs av Stoll 1780. Cremna thasus ingår i släktet Cremna och familjen Riodinidae. Inga underarter finns listade i Catalogue of Life.